# Bay Area Rapid Transit
Bay Area Rapid Transit neboli BART je síť metra, která obsluhuje oblast San Francisco Bay Area v Kalifornii. Síť má celkem 50 stanic na šesti trasách a včetně hybridní lehké železnice eBART (dlouhé 14,6 km a se 3 stanicemi) měří její tratě 211 km. Patří k ní rovněž vlečka do Antiochu (4,8 km) a automatizovný spojovací systém Oakland Airport Connector o délce 5,1 km, který propojuje systém BART s Oaklandským mezinárodním letištěm. V prvním čtvrtletí roku 2025 měla tato síť průměr 167 000 cestujících ve všední den a za rok 2024 přepravila 50 791 900 cestujících, což z ní činí sedmý nejvytíženější systém rychlé dopravy v USA. 
BART provozuje společnost Bay Area Rapid Transit District, jež byla založena v San Francisku v roce 1957. Síť byla pro cestující otvírána postupně v letech 1972 až 1974 a poté byla několikrát rozšířena. Naposledy v roce 2020, kdy byly otevřeny stanice v Milpitas a v severním San José jako součást budovaného rozšíření do oblasti Silicon Valley.

## Historie
Část oblasti, kterou dnes pokrývá síť BART, obsluhovaly kdysi elektrické tramvaje a příměstský železniční systém zvaný Key System. Spoje jeho pravidelné dopravy byly přes záliv vedeny spodním patrem mostu San Francisco–Oakland Bay Bridge. Po ukončení činnosti systému (poslední přejezd vlaku po mostě se uskutečnil v roce 1958) byl železniční provoz přes záliv nahrazen dálniční dopravou. Studie o dopravních problémech v oblasti Bay Area z roku 1950 dospěla k závěru, že nejúčinnějším řešením zdejších dopravních problémů bude vytvoření dalšího spojovacího článku mezi San Franciskem a Oaklandem, který zabrání zácpám na Bay Bridge. Tímto článkem měl být nový vysokorychlostní systém rychlé dopravy spojující zdejší sídla a vedený pod zálivem podmořským tunelem.
Síť BART se začala plánovat v roce 1957 založením výboru Bay Area Rapid Transit District. Roku 1962 pak byl schválen její rozsah s koncovými stanicemi ve Fremontu, Richmondu, Concordu a Daly City. Budování sítě započalo v roce 1964 a přineslo s sebou řadu projekčních a stavařských výzev, především v oblasti výstavby tunelů. Snahou výboru bylo propojit odlehlá předměstí s pracovními centry v Oaklandu a San Francisku linkami, jež by kopírovaly zavedené trasy dojíždění v oblasti Bay Area.
Pravidelná osobní doprava byla zahájena 11. září 1972. Zpočátku pouze mezi Temescalem, což je čtvrť Oaklandu, a Fremontem. Zbývající část sítě byla zprovozňována po etapách tak, že celá síť byla zprovozněna v roce 1974, kdy byl spuštěn provoz tunelu Transbay Tube mezi San Franciskem a Oaklandem. Nová síť BART byla oslavována jako významný pokrok v technologii metra, přestože se vyskytly otázky ohledně bezpečnosti systému. Po celá 70. léta zůstával počet cestujících hluboko pod předpokládaným odhadem. V průběhu několika let po otevření sítě byla postupně zaváděna přímá linka z Daly City do Richmondu a Fremontu.
Některé počáteční obavy týkající se bezpečnosti se ukázaly jako opodstatněné, když se během prvních let provozu projevila řada problémů v řízení vlaků. Již v roce 1969 upozornilo několik inženýrů na bezpečnostní problémy systému automatického řízení vlaků (ATC). Vedení společnosti jejich obavy odmítlo a potížisty propustilo. Necelý měsíc po zahájení provozu, 2. října 1972, způsobila porucha ATC, že vlak ve stanici Fremont sjel z konce vyvýšené koleje a zřítil se na zem. Došlo při tom ke zranění čtyř osob. Tato nehoda vedla k úplnému přepracování ovládání vlaků a k rozsáhlému vyšetřování. V roce 1974 pak došlo k výměně vedení společnosti.

### Rozšíření
Takzvaná Silicon Valley BART Extension, kterou řídí Dopravní úřad údolí Santa Clara (Santa Clara Valley Transportation Authority, VTA), je desetikilometrové (přesně 9,7 km) prodloužení sítě BART do San José a Santa Clary ve stejnojmenném okrese. První fáze byla dokončena otevřením stanice Berryessa v severním San José v roce 2020. Stanice Berryessa je první stanicí BART v San José. Druhá fáze představuje dotažení trati až do Santa Clary – se stanicemi 28. ulice/Malé Portugalsko (28th Street/Little Portugal), centrum (Downtown San Jose), Diridon (San Jose Diridon) a Santa Clara (Santa Clara Transit Center). Dokončení výstavby a testování trati se předpokládá v letech 2028–2030. 

## Provoz
BART obsluhuje velké části tří okresů – San Francisco, Alameda a Contra Costa –, jakož i menší části okresů San Mateo a Santa Clara. Z jeho 50 stanic jich je v okresu Alameda 22, v okresu Contra Costa 12, v San Francisku 8, v okrese San Mateo 6 a v okrese Santa Clara 2. BART provozuje pět linek klasického metra a jednu linku automatizovaného spojovacího systému. Všechny linky metra procházejí Oaklandem a všechny kromě Oranžové linky projíždějí do San Franciska pod Sanfranciským zálivem podmořským tunelem Transbay Tube. Všech pět linek metra jezdí každý den až do 21 hodin. Pouze tři linky fungují i po 21. hodině. Během provozních hodin jsou otevřeny všechny stanice. Východní část Žluté linky (eBART ) používá jiná vozidla a je od zbytku trati oddělena. Americká asociace veřejné dopravy (APTA) ji označuje za příměstskou železnici.

### Linky
| Název linky                   | Otevřena | Délka (km) | Konečná                                        | Konečná                     | Poznámky |
| ----------------------------- | -------- | ---------- | ---------------------------------------------- | --------------------------- | --- |
| O Oranžová (Orange)           | 1972     | 82         | Berryessa/ Severní San José                    | Richmond                    | Funguje po celou provozní dobu. |
| Y Žlutá (Yellow)              | 1973     | 100,1      | Mezinárodní letiště San Francisco (do 21 hod.) | Antioch                     | Funguje po celou provozní dobu. Denní provoz končí na letišti, večerní (po 21 hod.) končí v Millbrae. Mezi Pittsburg/Bay Point a Antiochem jezdí vozy příměstské železnice eBART. |
| Y Žlutá (Yellow)              | 1973     | 100,1      | Millbrae (po 21 hod.)                          | Antioch                     | Funguje po celou provozní dobu. Denní provoz končí na letišti, večerní (po 21 hod.) končí v Millbrae. Mezi Pittsburg/Bay Point a Antiochem jezdí vozy příměstské železnice eBART. |
| G Zelená (Green)              | 1974     | 85,3       | Daly City                                      | Berryessa/ Severní San José | Funguje jen do 21 hod. |
| R Červená (Red)               | 1976     | 61,5       | Millbrae                                       | Richmond                    | Funguje jen do 21 hod. |
| B Modrá (Blue)                | 1997     | 57,5       | Daly City                                      | Dublin/ Pleasanton          | Funguje po celou provozní dobu. |
| OAK Oakland Airport Connector | 2014     | 5,2        | Mezinárodní letiště Oakland                    | Oakland Coliseum            | Funguje po celou provozní dobu. Automatizovný spojovací systém |